# Кулиџ (Аризона)
Кулиџ (енгл. Coolidge) град је у америчкој савезној држави Аризона. По попису становништва из 2010. у њему је живело 11.825 становника.

## Демографија
Према попису становништва из 2010. у граду је живело 11.825 становника, што је 4.039 (51,9%) становника више него 2000. године.
| Група             | 2000.         | 2010.         |
| Белци             | 3.609 (46,4%) | 5.153 (43,6%) |
| Афроамериканци    | 646 (8,3%)    | 928 (7,8%)    |
| Азијати           | 56 (0,7%)     | 115 (1,0%)    |
| Хиспаноамериканци | 3.052 (39,2%) | 4.962 (42,0%) |
| Укупно            | 7.786         | 11.825        |